# Irena van der Coghen
Irena van der Coghen (ur. w 1953 roku) – polski ratownik górski i przedsiębiorca. 

## Życiorys
Od 1993 roku wraz z mężem społecznie udzielali pomocy ofiarom zdarzeń na skałkach Jury Krakowsko-Częstochowskiej, początkowo nieformalnie, następnie w ramach stowarzyszenia Jurajskie Ochotnicze Pogotowie Ratunkowe. Wraz z mężem finansowali akcje ratownicze i dyżury z prywatnych funduszy. Jest pierwszą w Polsce kobietą, która została zawodowym ratownikiem górskim. Była członkiem Zarządu Głównego GOPR kadencji 2006–2010 z ramienia Grupy Jurajskiej GOPR. 
Jest właścicielem Szkoły Surivalu, Narciarstwa i Alpinizmu „VANCROLL”, prowadzącą m.in. kursy specjalistyczne i obozy przetrwania, która m.in. przekazała na potrzeby stowarzyszenia Jurajskie Ochotnicze Pogotowie Ratunkowe sprzęt ratowniczy. Po tym jak w 2012 roku wydano wobec szkoły decyzję stwierdzającą prowadzenie działalności gospodarczej w zakresie organizacji imprez turystycznych bez wpisu do rejestru organizatorów turystyki i pośredników turystycznych oraz zakazującą prowadzenia działalności organizatora turystyki przez okres 3 lat, Irena van der Coghen prowadzi dalszą działalność w strukturach nowo powstałego Stowarzyszenia Survivalu Górskiego „Szkoła Tygrysów”, którego jest prezesem.
Jest żoną ratownika i polityka Piotra van der Coghena, z którym ma troje dzieci: ratowników górskich Michała i Adama oraz niepełnosprawną córkę Nicolę.

## Ordery i odznaczenia
W 2005 roku została odznaczona Krzyżem Kawalerskim Orderu Odrodzenia Polski. Odznaczona została także Medalem Komisji Edukacji Narodowej. Została również wyróżniona Złotą Honorową Odznaką Zasłużony dla Województwa Śląskiego, Złotą Honorową Odznaką GOPR (2005) i Odznaką Zasłużony dla Ratownictwa Górskiego.